# Vladimír Strnisko
Vladimír Strnisko (* 19. května 1938 Turčiansky Svatý Martin) je slovenský režisér, dramaturg a vysokoškolský pedagog.
V roce 1964 absolvoval VŠMU v Bratislavě. Zpočátku působil jako dramaturg ve Slovenské televizi. Od 10. ledna do 11. ledna 1991 byl ředitelem STV. Od roku 1998 univerzitní profesor.